# Ławki (osada w powiecie giżyckim)
Ławki – osada (PGR) mazurska w Polsce położona w województwie warmińsko-mazurskim, w powiecie giżyckim, w gminie Ryn.
W latach 1975–1998 miejscowość należała administracyjnie do województwa suwalskiego.
Leży na południowo-wschodnim brzegu jeziora Ławki i w pobliżu zachodniego brzegu jeziora Szymonek.
W gminie Ryn znajduje się też wieś Ławki.